# 2022年世界水泳選手権ガーナ選手団
2022年世界水泳選手権ガーナ選手団は、2022年6月18日から7月3日までハンガリーのブダペストで開催された第19回世界水泳選手権のガーナ選手団、およびその競技結果。

## 選手団
- 人員: 選手 3人

## 選手名簿・結果
| 選手                 | 種目                 | 予選      | 予選 | 準決勝   | 準決勝   | 決勝     | 決勝     |
| 選手                 | 種目                 | 結果      | 順位 | 結果     | 順位     | 結果     | 順位     |
| -------------------- | -------------------- | --------- | ---- | -------- | -------- | -------- | -------- |
| アベイク・ジャクソン | 男子50mバタフライ    | 24秒11    | 37位 | 予選敗退 | 予選敗退 | 予選敗退 | 予選敗退 |
| アベイク・ジャクソン | 男子100mバタフライ   | 54秒67    | 44位 | 予選敗退 | 予選敗退 | 予選敗退 | 予選敗退 |
| カヤ・フォーソン     | 女子50m自由形        | 29秒25    | 67位 | 予選敗退 | 予選敗退 | 予選敗退 | 予選敗退 |
| カヤ・フォーソン     | 女子100m自由形       | 1分03秒19 | 51位 | 予選敗退 | 予選敗退 | 予選敗退 | 予選敗退 |
| ザイラ・フォーソン   | 女子200m自由形       | 2分20秒83 | 37位 | 予選敗退 | 予選敗退 | 予選敗退 | 予選敗退 |
| ザイラ・フォーソン   | 女子200m個人メドレー | 2分41秒45 | 38位 | 予選敗退 | 予選敗退 | 予選敗退 | 予選敗退 |